# 约翰·阿尔德莱德
约翰·布萊恩·阿尔德莱德（英語：John Brian Aldred，1921年8月—2020年12月15日）是一名英国音频工程师。他曾2次提名奥斯卡最佳音响效果奖。1942年至1973年间，他曾参与57部不同的电影与电视节目的制作。他在1986年退休。
阿爾德萊德於2020年12月在西薩塞克斯郡的沃辛去世，享年99歲。

## 部分影视作品
- 安妮的一千日（英语：Anne of the Thousand Days） (1969)[2]
- 英宫恨 (1971)[3]